# Cobra reial
La cobra reial (Ophiophagus hannah) és una espècie de serp de la família Elapidae. És la serp verinosa més gran que existeix, podent assolir i fins i tot superar els cinc metres de longitud. Viu al Sud-est asiàtic.

## Història natural
La seva dieta consisteix bàsicament en altres ofidis. Fins i tot el seu propi nom, "Ophiophagus" significa literalment "menjadora de serps".
És l'única serp que realitza la posta d'ous dins d'una espècie de niu, que la mare elabora arrossegant herbes i branques petites amb la seva cua. Poc abans de l'eclosió dels ous, la mare abandona la zona (que des de l'època de la posada ha defensat amb una agressivitat increïble), suposadament per sostreure's a la temptació de menjar-se les cries.

## Verí
Malgrat no tenir un verí excessivament virulent (amb una toxicitat inferior a la majoria de les seves "parentes" del gènere Najas), poden inocular-ne grans quantitats quan mossega, la qual cosa la fa una de les serps més letals.